# Гавеман, Константин Константинович
Константин-Альберт Константинович Гавеман партийные клички "Ваня Харьковец", "Иван Невский" (Ярославль), "Молодец" (Рига) (4 мая 1883 — 1 апреля 1938) — советский партийный и государственный деятель, глава исполнительного комитета Черкасского окружного совета, и.о. председателя исполнительного комитета Одесского окружного совета, председатель Амурского облисполкома (1934—1937).

## Биография
Родился в мае 1883 года в селе Покровское Романово-Борисоглебского уезда Ярославской губернии. Из дворян  Ярославской губернии. Сын жандармского полковника в отставке (последняя должность - начальник Ярославско-Вологодского отделения Московского жандармского полицейского управления железных дорог) Константина Васильевича Гавеман (?-12 января 1899) и его второй жены Александры Александровны, урождённой Кованько (1842-1899). Отец был швед родом из Выборга, лютеранином по вероисповеданию. Мать окончила Смольный институт, дочь жандармского полковника Александра Павловича Кованько.
В 1893 году поступил в Аракчеевский кадетский корпус, но в 1900 году после смерти отца, не доучившись один год, Константин уходит из кадетского корпуса. оттуда ушёл по собственному желанию, после чего поступил в гимназию. Окончив гимназию, служил статистиком в Ярославской губернской земской управе. 
25 апреле 1902 года на квартире Гавемана в Ярославле проведён обыск, обнаружена нелегальная литература, арестован. Привлечен по делу об Ярославском студенческом комитете и комитете РСДРП. Был обвинён в составлении и хранении нелегальных изданий. 2 июля 1902 освобождён под особый надзор полиции. 22 августа 1903 года по высочайшему повелению в наказание вменено предварительное заключение.
16 ноября 1903 года при случайном задержании у него была снова обнаружена нелегальная литература, Гавеман был привлечен по 126 ст. «Уголовного уложения». 
После раскола РСДРП в 1903 году примкнул к большевикам. 
В 1905 году поступил на военную службу в 246 пехотный Грязовецкий полк и переехал в город Двинск. Позже был на подпольной работе в Риге. В 1907—1908 годах жил в Вятке, служил статистиком местного земства, был активным работником местной социал-демократической организации, членом комитета РСДРП. Писал для печатного органа вятской организации "Рабочего листка". В 1908 году переехал в Санкт-Петербург, жил под фамилией Романовского, работал организатором РСДРП Невского района. Был арестован и привлечен к дознанию. После отбытия месячного заключения переехал в Киев, работал секретарем Киевского комитета РСДРП.
Приговором Киевского окружного суда от 26 ноября 1909 осуждён по обвинению «в бродяжничестве и неоткрытии своего звания» к четырехлетнему заключению в арестантских отделениях. Начало приговора 17 декабря 1909 года.
По словам внучки Гавемана, в Вятке, то есть в 1908 году, он познакомился с распространительницей "Искры" Антониной Константиновной Хлебниковой. Для Антонины это был второй брак, её первый муж погиб. В 1909 году родился старший сын Андрей. Как пишет внучка: "После женитьбы революционную борьбу они закончили. Дед работал прорабом на строительстве железной дороги". Работал в Отделе отчуждения Северной железной дороги, жил с семьёй в Москве. Учился в Московском коммерческом институте, но не закончил.
По сведениям архива ФСБ партийный стаж в РКП(б) считался с 1919 года.
С 1920-х годов – на советской работе в Каменце-Подольском, Киеве, Екатеринославе, Черкассах.
В 1923 году – председатель правления Киевского райпотребсоюза.
В июле – декабре 1923 года – председатель исполнительного комитета Черкасского окружного совета.
В мае 1924 года занимал должность заместителя председателя Центральной ревизионной комиссии. Тогда же исключён из партии за пьянку на пароходе. Решение отменено Украинской ЦКК. Назначен заведующим рабочим клубом на Киевском Краснознаменном заводе, но вскоре назначен помощником директора завода по финансовой части, а к концу 1924 года стал коммерческим директором Киевского Краснознаменного завода.
В мае 1927 года Константин работает в Одессе уполномоченным наркомторга УССР по четырем округам, председателем окружного плана и заместителем председателя окружного исполкома.
До 1930 года – заместитель председателя исполнительного комитета Одесского окружного совета.
В январе – феврале 1930 года – и.о. главы исполнительного комитета Одесского окружного совета.
Затем работал в Харькове. С февраля 1930 года – заместитель председателя Высшего совета народного хозяйства Украинской СРР.
С 1932 года до лета 1934 года работал в наркомземе СССР в Москве.
С 1 сентября 1934 по 1 августа 1937 года — председатель исполнительного комитета Амурского областного Совета.
Уволен с должности председателя исполкома Амурского облсовета и отозван в Москву. Последняя должность в Москев  директор Всесоюзной торговой конторы Оптобакалея.
27 октября 1937 года 4-м отделением города Москвы. 31 марта 1938 года  Военной Коллегией Верховного суда СССР осуждён по статье 58-1, 58-2, 58-7, 58-8, 58-9, 58-11, приговорён к расстрелу. Приговор о расстреле исполнен в городе Благовещенске 1 апреля 1938 года.
28 декабря 1955 года ВК ВС СССР определением № 4/Н-014695 приговор 1938 года отменила "по вновь открывшимся обстоятельствам", в 1956 году К. К. Гавеман реабилитирован.

## Семья
- Первая жена — Антонина Константиновна Гавеман, урождённая Хлебникова (13 января 1881—?), была распространителем "Искры" и познакомилась в К. К. Гавеманом в Вятке.
  - Сын  — Андрей (15 августа 1909—1978), сын Константин и дочь Виктория
  - Сын  — Константин Константинович Гавеман-младший (1917, Киев—1990), инженер-капитан, участник войны, служил на Черноморском флоте[9].
- Вторая жена — Татьяна Борисовна Лунц-Гавеман (1896, Вильно—после 1956),  27 октября 1937 года арестована в Благовещенске по обвинению по статье 58, п. 12 УК РСФСР, 23 марта 1939 года дело прекращено следственной частью АОУ НКВД[10]. Добилась реабилитации мужа в 1956 году, получила справку, что он, "отбывая наказание, умер 14 мая 1940 года"[7].
- Брат — Василий (1873—1934), прапорщик запаса, в 1931 сослан в Вологодскую область[11]. Его жена - Анастасия Григорьевна, урождённая Рязанова (1875-1932). У них дети: Константин, Анна, Алексадра и Наталья.
- Брат — Владимир (1876—1961/1962), поручик 11-го драгунского Харьковского полка, с 21.02.1908 в запасе, земский начальник, на 25.10.1916 ротмистр 117-й пешей Ярославскрой дружины государственного ополчения, 1 августа 1919 года заключен в концлагерь до окончания Гражданской Войны[12]. Жена Елизавета Аполлоновна, урождённая Волкова, у них Ольга, Нина и Ксения в замужестве Зыкова.
- Сестра — Ольга (22 апреля 1878—1921), замужем за Александром Васильевичем Ярославцевым, у них дочери Елена и Татьяна в замужестве Горбатова
- Сестра — Софья (3  мая 1880—27 июля 1967), первый муж Валерьян Константинович Колобановский (1870-1928)
- Сестра — Наталья (22 июля 1884—1945), замужем за Николаем Арсеньевичем Каратыгиным.

## Комментарии
1. ↑  Ныне урочище Покровское в Даниловском районе Ярославской области. Сохранились руины церкви Священномученника Аполлония (1780 г постройки) "от села Горинского 500 м по дороге, справа за мостом через Вожерку на пригорке руины большого дома, за ним церковь, перестроенная в кочегарку"[2]
2. ↑  Что происходило с К. К. Гавеманом с февраля 1917 по 1919 год, неясно. Общие утверждения, что К. К. Гавеман участвовал Октябрьской революции и Гражданской войне на стороне красных, подтверждений не находят. Напротив, в семейном архиве обнаружена фотография К. К. Гавемана этого времени в мундире с "полковничьими" (?) погонами, вырезанная из группового фото (как известно, командиры РККА погоны не носили). Существует открытка, отправленная старшему сыну из Жлобина 4 марта 1918 года[7]. Отметим, что Жлобин был с февраля по ноябрь 1918 года оккупирован войсками кайзеровской Германии[8].